# 7th Heaven (film din 1927)
7th Heaven (cunoscut și ca Seventh Heaven) este un film mut american creat în genul dramă romantică din 1927, regizat de Frank Borzage, cu Janet Gaynor și Charles Farrell. Filmul se bazează pe piesa de teatru Seventh Heaven din 1922, scrisă de Austin Strong și a fost adaptată pentru ecran de Benjamin Glazer. 7th Heaven a fost lansat inițial ca un film mut standard în mai 1927. Pe 10 septembrie 1927, Fox Film Corporation a relansat filmul cu o coloană sonoră sincronizată Movietone, cu partitură muzicală și efecte sonore.
Odată cu lansarea sa, 7th Heaven a fost un succes critic și comercial și a ajutat la consacrarea Fox Film Corporation ca studio important. A fost unul dintre primele trei filme care a fost nominalizat la Premiul Oscar pentru cel mai bun film (denumit pe atunci „Film excepțional”) la prima ediție a premiilor care a avut loc la 16 mai 1929. Janet Gaynor a câștigat primul premiu Oscar pentru cea mai bună actriță pentru rolul său din film (a mai câștigat și pentru rolurile din Sunrise: a song for two humans din 1927 și Street Angel din 1928). Regizorul Frank Borzage a câștigat primul premiu Oscar pentru cel mai bun regizor, în timp ce scenaristul Benjamin Glazer a câștigat primul premiu Oscar pentru cel mai bun scenariu adaptat.
În 1995 7th Heaven a fost selectat pentru a fi păstrat în National Film Registry al Statelor Unite de către Biblioteca Congresului ca fiind „semnificativ din punct de vedere cultural, istoric sau estetic”.

## Distribuție
- Janet Gaynor în rolul Diane
- Charles Farrell în rolul Chico

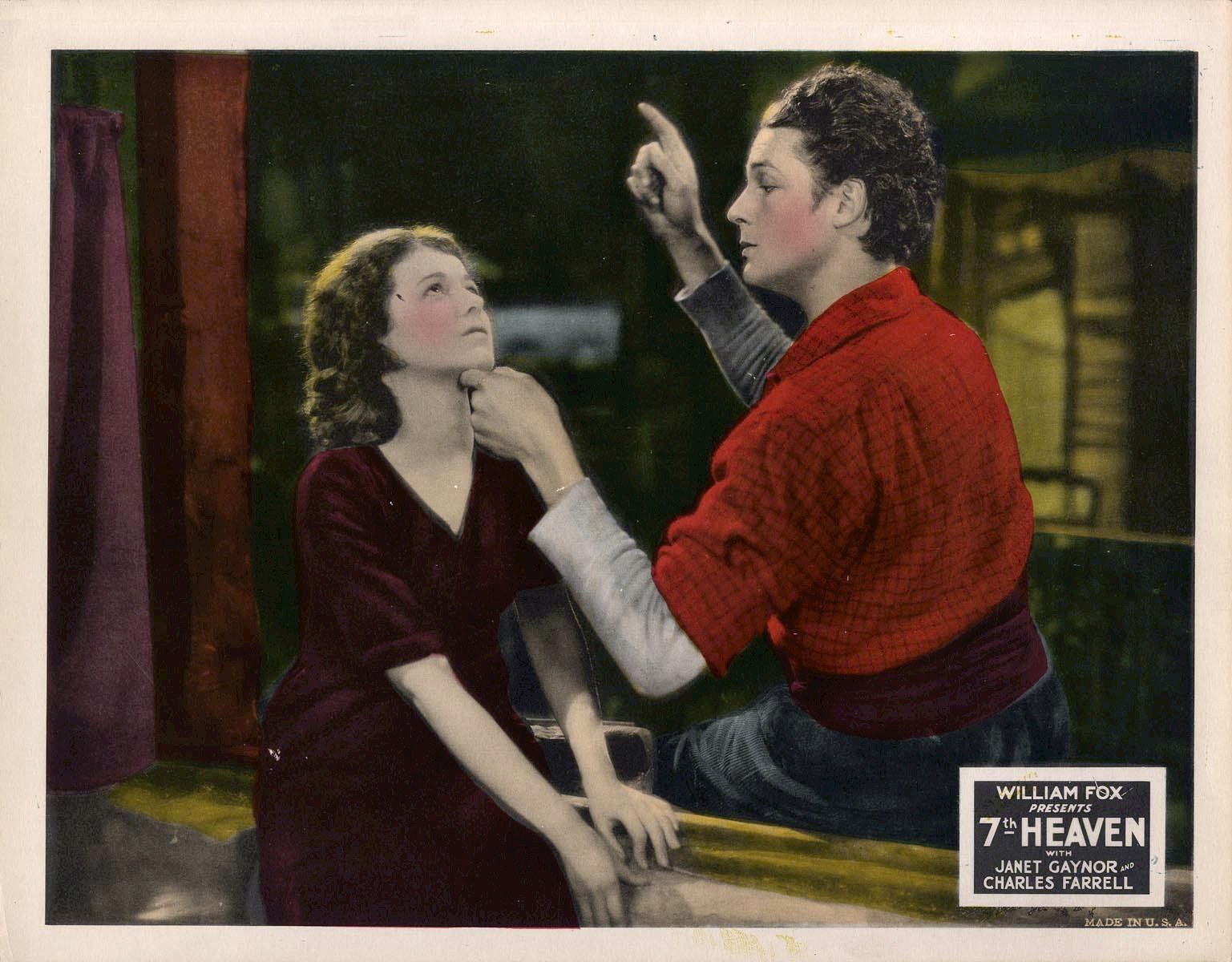
Janet Gaynor și Charles Farrell

- Ben Bard în rolul colonelului Brissac
- Albert Gran în rolul Boul
- David Butler în rolul Gobin
- Marie Mosquini în rolul Madame Gobin
- Gladys Brockwell în rolul Nana
- Emile Chautard în rolul părintelui Chevillon
- Jessie Haslett în rolul mătușii Valentine
- Brandon Hurst în rolul unchiului George
- George E. Stone în rolul Sewer Rat
- Lillian West în rolul Arlette